# La Baume-Cornillane
La Baume-Cornillane település Franciaországban, Drôme megyében. Lakosainak száma 452 fő (2022. január 1.). La Baume-Cornillane Combovin, Gigors-et-Lozeron, Montmeyran, Montvendre és Ourches községekkel határos.

## Népesség
A település népességének változása:
| Lakosok száma | 203  | 245  | 321  | 438  | 452  | 442  | 443  | 452  | 451  | 452  |
|               | 1968 | 1982 | 1990 | 2006 | 2013 | 2015 | 2017 | 2019 | 2020 | 2022 |